# Can'no
Can'no（カンノ、2月14日生まれ）は、東京都葛飾区出身の日本のシンガーソングライター。

## 人物
3歳から始めたクラシックピアノを活かし、R&B、ヒップホップ、ソウルなど様々なジャンルを網羅した楽曲を制作。ソウルミュージックをバックグラウンドに持ちながら、楽曲制作の際には日本語の歌詞を重視。ライブでは主にピアノを弾きながら歌うスタイルで、レコーディングやコーラスサポートも精力的に行う。

## 来歴
青山学院短期大学在学中の2001年、メアリー・J・ブライジ、TLC、モニカなどのプロデュースを手掛けたSOUL POWER主催の 「SOUL POWER JAPAN AUDITION」に合格。
2002年、楽曲制作とレコーディングのためLAに渡り、ブラック・アイド・ピーズのウィル・アイ・アムと共に楽曲制作を行う。
2004年、青空レコードよりシングル2枚を発売してデビュー。
2005年、グラミー賞受賞アーティストのジョン・レジェンドの初来日公演で唯一のフロントアクトに抜擢される。
2007年からは自身の音楽活動の幅を広げるため、ライブ活動や楽曲制作・提供等を精力的に行う他、湘南乃風、福山雅治、中島美嘉、ナオト・インティライミなど様々なアーティストのレコーディングやライブにコーラス参加。 
2012年、1stスタジオアルバム「春夏秋冬」をリリース。

## サポートワーク（コーラス）

### レコーディング
- 湘南乃風
  - 「湾岸high way」（アルバム『湘南乃風〜JOKER〜』収録）
- HAN-KUN（湘南乃風）
  - 「TRUST ME」（アルバム『VOICE MAGICIAN』収録）
  - 「Mr,Ragga!!」（アルバム『湘南乃風〜JOKER〜』収録）
- ナオト・インティライミ
  - 「カーニバる?」（シングル「カーニバる?」収録）
  - 「テキナビート」「WA WA WA」（アルバム『Shall we travel??』収録）
- 福山雅治
  - 「少年」（シングル「蛍/少年」収録）
  - 「心color 〜a song for the wonderful year〜」（アルバム『THE BEST BANG!!』収録）
- Steph Pockets
  - アルバム『ON THIS JOURNEY』

### ライブ
- 福山雅治
  - 福山雅治2010年末ライブ『福山☆冬の大感謝祭 其の十』
- 中島美嘉
  - MIKA NAKASHIMA CONCERT TOUR 2011